# Sébastien Mettraux
Pour les articles homonymes, voir Mettraux.
Sébastien Mettraux, né en 1984 à Vallorbe, est un peintre, sculpteur et graveur suisse.

## Biographie
Sébastien Mettraux naît en 1984 à Vallorbe, village où il passe son enfance.
Après sa maturité gymnasiale à Yverdon, il étudie à l'École cantonale d'art de Lausanne, où il obtient un diplôme d'arts visuels en 2006. Quatre ans plus tard, il obtient un master en arts visuels de la Haute École d'art et de design Genève. Il enseigne à temps partiel à la Haute École d'ingénierie et d'architecture de Fribourg.
Il vit et travaille depuis 2008 à Vallorbe, après avoir eu son atelier pendant trois ans à Genève.
Il est père d'un enfant.

## Parcours artistique
En 2005, il participe à sa première exposition, intitulée « Accrochage » et présentée au Musée cantonal des Beaux-Arts de Lausanne.
En 2011, les tableaux qu'il expose à la troisième Manifestation d'art contemporain de Genève sur des villas de luxe, inspirés de projets réels, font l'objet d'une petite polémique portant sur le respect du droit d'auteur.
En 2014, il présente une exposition intitulée « Papiers s'il vous plait » à Paris et une autre nommée « Incertains lieux » au Théâtre Benno-Besson d'Yverdon-les-Bains. En 2017, il expose son projet Ex Machina à la gare de Vallorbe en collaboration avec le Centre d'art Contemporain d'Yverdon (CACY). Un des tableaux de cette création est exposé en 2018 au Grand Palais à Paris l'année suivante dans le cadre de la foire Art Paris.
En 2020, il réalise un fil d'animation 3D pour l'exposition « Mondes (im)parfaits » de la Maison d'Ailleurs à Yverdon-les-Bains. La même année, il est le commissaire de l'exposition « Rock me Baby » sur les machines à écrire vaudoise Hermès Baby, présentée notamment au Musée d'Yverdon et région et à la Maison d'Ailleurs,,,.

## Prix et bourses
- Bourse Kiefer Hablitzel (de), 2009[2],[13]
- Prix fédéral d'art, 2009[3].
- Bourse culturelle Leenaards, 2015[4],[14]
- Prix de la 73e biennale d'art contemporain, La Chaux-de-Fonds, 2018[15].
- Atelier-résidence du canton de Vaud à Berlin, 2018[16].
- Prix du patrimoine vaudois des Retraites populaires, 2019[10].